# Kabinett Pinto Balsemão I

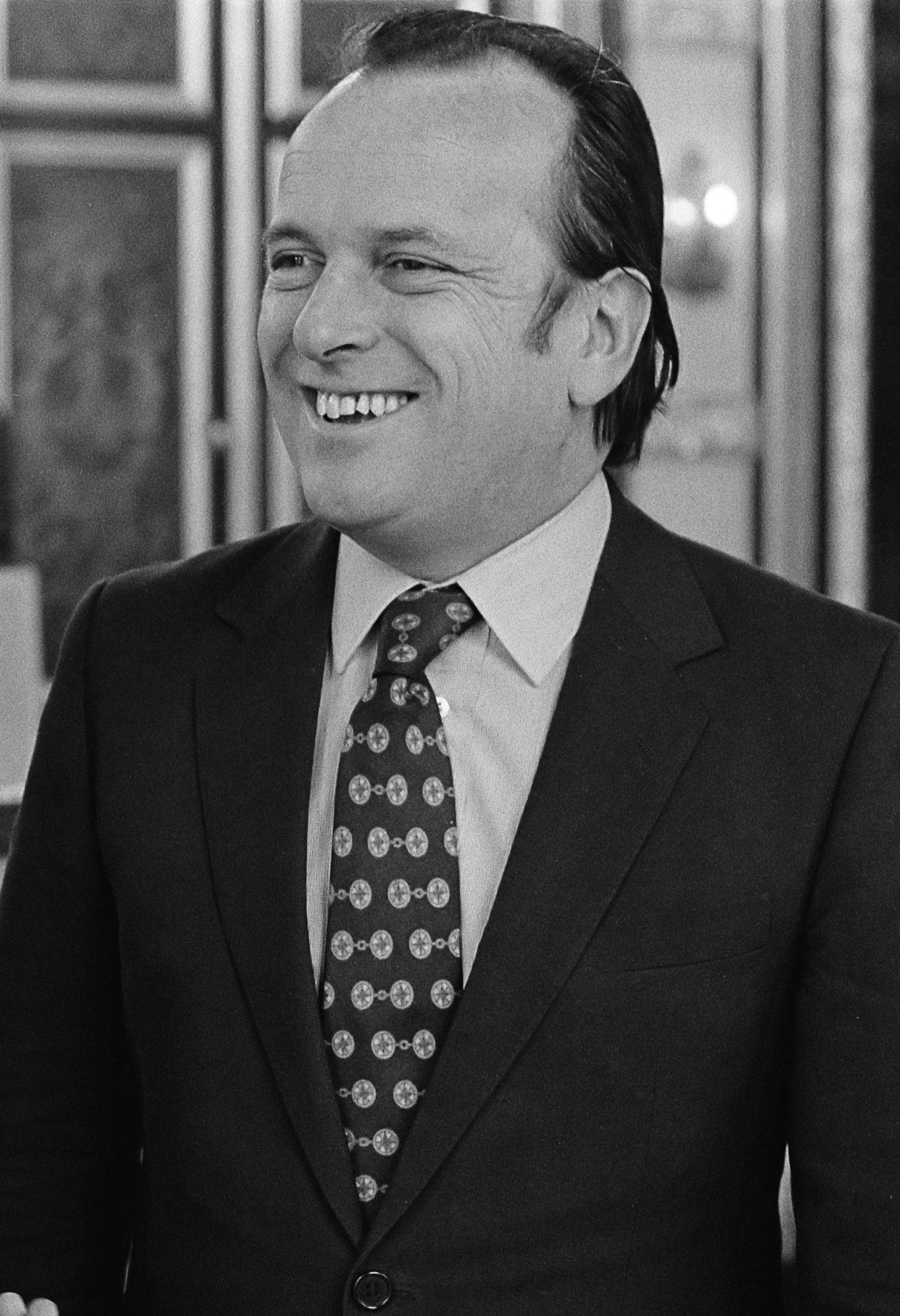
Francisco Pinto Balsemão war 1981 Premierminister Portugals

Das Kabinett Pinto Balsemão I wurde in Portugal am 9. Januar 1981 von Premierminister Francisco Pinto Balsemão gebildet und löste das Kabinett Sá Carneiro ab. Dem Kabinett gehörten Mitglieder der Partido Social Democrata (PSD), des Centro Democrático e Social (CDS) sowie der Partido Popular Monárquico (PPM) an. Am 4. September 1981 bildete Francisco Pinto Balsemão das Kabinett Pinto Balsemão II.
| Amt                                                 | Amtsinhaber                                                    | Beginn der Amtszeit           | Ende der Amtszeit                |
| --------------------------------------------------- | -------------------------------------------------------------- | ----------------------------- | -------------------------------- |
| Premierminister                                     | Francisco Pinto Balsemão                                       | 9. Januar 1981                | 4. September 1981                |
| Staatsminister, Vize-Premierminister                | Basílio Horta                                                  | 9. Januar 1981                | 4. September 1981                |
| Minister für Innere Verwaltung                      | Fernando Amaral                                                | 9. Januar 1981                | 4. September 1981                |
| Minister für Nationale Verwaltung                   | Luís de Azevedo Coutinho                                       | 9. Januar 1981                | 4. September 1981                |
| Außenminister                                       | André Gonçalves Pereira                                        | 9. Januar 1981                | 4. September 1981                |
| Justizminister                                      | José Menéres Pimentel                                          | 9. Januar 1981                | 4. September 1981                |
| Minister für Finanzen und Planung                   | João Morais Leitão                                             | 9. Januar 1981                | 4. September 1981                |
| Minister für Bildung und Wissenschaften             | Vítor Crespo                                                   | 9. Januar 1981                | 4. September 1981                |
| Arbeitsminister                                     | Henrique Nascimento Rodrigues                                  | 9. Januar 1981                | 4. September 1981                |
| Minister für Soziale Angelegenheiten                | Carlos Macedo                                                  | 9. Januar 1981                | 4. September 1981                |
| Minister für Landwirtschaft und Fischerei           | António Cardoso e Cunha                                        | 9. Januar 1981                | 4. September 1981                |
| Minister für Handel und Tourismus                   | Alexandre Vaz Pinto                                            | 9. Januar 1981                | 4. September 1981                |
| Minister für Industrie und Energie                  | Ricardo Bayão Horta                                            | 9. Januar 1981                | 4. September 1981                |
| Minister für Wohnungswesen und öffentliche Arbeiten | Luís Barbosa                                                   | 9. Januar 1981                | 4. September 1981                |
| Minister für Verkehr und Kommunikation              | José Viana Baptista                                            | 9. Januar 1981                | 4. September 1981                |
| Minister für Lebensqualität                         | Augusto Ferreira do Amaral João Vaz Serra de Moura             | 9. Januar 1981 4. Juni 1981   | 4. Juni 1981 4. September 1981   |
| Minister für Europäische Integration                | Álvaro Barreto                                                 | 9. Januar 1981                | 4. September 1981                |
| Minister für Verwaltungsreformen                    | Eusébio Marques de Carvalho                                    | 9. Januar 1981                | 4. Juni 1981                     |
| Minister für die Autonome Region Azoren             | Henrique Afonso da Silva Horta Tomás George da Conceição Silva | 9. Januar 1981 28. April 1981 | 28. April 1981 4. September 1981 |
| Minister für die Autonome Region Madeira            | Lino Miguel                                                    | 9. Januar 1981                | 4. September 1981                |